# Congosto de Valdavia
Congosto de Valdavia és un municipi de la província de Palència a la comunitat autònoma de Castella i Lleó (Espanya). Comprèn les pedanies de Cornoncillo i Villanueva de Abajo.

## Demografia
| 1991 | 1996 | 2001 | 2004 |
| ---- | ---- | ---- | ---- |
| 302  | 279  | 257  | 239  |